# La vie est un long fleuve tranquille
Pour plus de détails, voir Fiche technique et Distribution.
La vie est un long fleuve tranquille est un film français réalisé par Étienne Chatiliez et sorti en 1988. Le film remporte 4 récompenses à la 14e cérémonie des Césars.

## Synopsis
Dans une ville du nord de la France, coexistent deux familles radicalement opposées et parodiant les stéréotypes sociaux.
D’un côté, les Groseille et leurs six enfants, aux revenus modestes, vivant d’aides sociales dans une HLM et de fraude du compteur électrique, et dont l’existence est constituée de combines, de larcins et des dures réalités de la vie. Le fils aîné Franck âgé de 18 ans est d'ailleurs en prison pour vol. Parmi leurs autres enfants, Maurice (surnommé Momo), 12 ans, est de loin le plus débrouillard et le plus intelligent.
De l’autre, les Le Quesnoy, famille aisée catholique pratiquante : Monsieur est directeur régional de l’EDF et Madame, outre ses actives participations aux kermesses de la paroisse, s’occupe de leurs cinq enfants. Les seuls tracas viennent de Bernadette, 12 ans, qui agit de façon un peu erratique ces derniers temps ; elle vole le maquillage de sa mère et s'habille en tenue légère.
Les deux familles qui vivent chacune de leur côté auraient pu ne jamais se rencontrer. Mais douze ans plus tôt, le soir de Noël, à la maternité, l’infirmière Josette, excédée par l'indifférence de son amant, le docteur Mavial, gynécologue, décide d’échanger au berceau deux nouveau-nés : le fils Le Quesnoy et la fille Groseille. Ainsi viennent au monde, sur un coup de colère, Maurice Groseille et Bernadette Le Quesnoy.
Restée fidèle à son amant durant toutes ces années, espérant enfin faire vie commune après la mort de Mme Mavial, Josette voit ses illusions partir en fumée lorsque le docteur lui dit, lors des obsèques de sa femme  : « Je ne pourrai jamais la remplacer. ». Pour se venger en ruinant sa carrière, elle décide d’informer, par lettre, les parents des deux enfants et le docteur Mavial de l'échange des nourrissons. Celui-ci, humilié, quitte la ville.
Les Le Quesnoy et les Groseille reçoivent la révélation chacun à leur manière. Les Le Quesnoy, contre un peu d’argent, convainquent les Groseille de leur confier Maurice en simulant une adoption tout en conservant Bernadette et en omettant de lui révéler qu’ils ne sont pas ses vrais parents pour lui éviter un traumatisme.
Maurice semble parfaitement se fondre dans le monde bourgeois de ses parents géniteurs et se montre gentil avec ses frères et sœurs. Toutefois, il vole de la vaisselle en argent et la revend. Un jour, après que Bernadette lui a dit qu’elle n’aime pas les pauvres, Maurice lui révèle qu’elle n’est pas une fille Le Quesnoy mais la fille des Groseille. Bernadette décide d’aller voir sa « vraie » famille, mais est tétanisée par le mode de vie des Groseille et leur grossièreté. Elle fait une dépression.
Maurice fait en sorte que les enfants Le Quesnoy et les enfants Groseille se rencontrent et tous vont se baigner dans la Deûle alors que l’endroit est interdit car dangereux ; Roselyne Groseille, « l’ex-sœur » de Maurice, fait des avances à Paul Le Quesnoy, son frère aîné… qui se laisse séduire.
Jean et Marielle Le Quesnoy sont furieux lorsque leurs fils leur reviennent éméchés : ils ne comprennent pas pourquoi. Marielle sombre elle aussi dans l’alcool.
Après que Bernadette a tenté de fuguer, Jean propose à Marielle de partir, avec leur fille et leur domestique Marie-Thérèse, au Touquet pour se reposer. Il promet de les rejoindre avec leurs autres enfants une fois l'école terminée.
La veille du départ, Maurice se rend chez les Groseille où il est bien accueilli… et rentre chez lui à pied.
Le film se termine sur une dernière apparition de Josette. Celle-ci habite désormais dans une petite maison au bord de la plage de Wissant avec Mavial, amoindri et brisé. L’ex-infirmière savoure ainsi sa victoire sur l’ex-gynécologue après des années de patience et d’humiliation.

## Fiche technique
- Titre : La vie est un long fleuve tranquille
- Réalisation : Étienne Chatiliez
- Scénario : Étienne Chatiliez et Florence Quentin
- Musique : Gérard Kawczynski
- Sociétés de production : Téléma, MK2, FR3 Cinéma
- Pays d'origine :  France
- Langue : français
- Format : Couleurs - 1,66:1 - son Dolby numérique - 35 mm
- Genre : comédie de mœurs
- Durée : 93 minutes
- Date de sortie : 3 février 1988
- Tous publics

## Distribution
Sauf indication contraire, les informations mentionnées dans cette section peuvent être confirmées par la base de données cinématographiques IMDb,  présente dans la section « Liens externes ».
- Benoît Magimel : Maurice Groseille dit Momo
- Hélène Vincent : Mme Marielle Le Quesnoy
- Valérie Lalonde[2],[3],[4],[5] ou Lalande[6] : Bernadette Le Quesnoy
- Tara Römer : Million Groseille
- Jérôme Floch : Toc-Toc Groseille
- Sylvie Cubertafon : Ghislaine
- Emmanuel Cendrier : Pierre Le Quesnoy
- Guillaume Hacquebart : Paul Le Quesnoy
- Jean-Brice Van Keer : Mathieu Le Quesnoy
- Praline Le Moult : Emmanuelle Le Quesnoy
- Axel Vicart : Franck
- Claire Prévost : Roselyne Groseille
- André Wilms : M. Jean Le Quesnoy
- Christine Pignet : Mme Marcelle Groseille
- Maurice Mons : M. Fred Groseille
- Daniel Gélin : Dr Louis Mavial
- Catherine Hiegel : Josette
- Catherine Jacob : Marie-Thérèse
- Patrick Bouchitey : père Aubergé
- Abbes Zahmani : Hamed
- Khadou Fghoul : Latifa
- Ismael Bourabaa : Rachid
- Louise Conte : la grand-mère
- Liliane Ledun : Mme Mavial
- Luc Samaille : le livreur
- Gilles Defacque : le chauffeur de taxi
- Philippe Peltier : l'instituteur
- Pierre Rougier : le professeur d'anglais
- Marc Spillman : le premier flic
- Louis-Marie Taillefer : le second flic
- Philippe Vacher : le docteur
- Roger Dancoine : le brigadier
- Louis Becker : le premier agent EDF
- Jean-Pierre Fouillet : le second agent EDF
- Denis Barbier : le contrôleur S.N.C.F.

## Production

### Genèse et développement
Après avoir fait carrière dans la publicité, Étienne Chatiliez décide de faire un long métrage. Créant un partenariat avec Florence Quentin, ils imaginent ensemble l'histoire de deux familles aux classes opposées dont les destins se croisent. La coscénariste trouve alors l'idée de les réunir par deux enfants échangés à la naissance[réf. nécessaire]. Après avoir situé dans un premier temps l'action à Compiègne où Florence Quentin a grandi, les deux auteurs décident finalement de la faire dérouler dans la région du Nord, terre natale d'Étienne Chatiliez, jugeant qu'il y a une meilleure concentration des deux classes sociales. Lui-même a côtoyé des familles bourgeoises et catholiques durant son enfance et déclare avoir remarqué notamment leurs principes d'éducation mais aussi des habitudes alimentaires (d'où la réplique : « C'est lundi, c'est ravioli. »). L'histoire s'inspire d'un fait divers ayant eu lieu à Roubaix dans les années 1950, concernant deux bébés, une fille et un garçon, nés à la maternité de l’hôpital de la Fraternité.

### Attribution des rôles
Étienne Chatiliez ne souhaite en aucun cas engager des vedettes pour les premiers rôles de son film, prétendant même ne pas imaginer Catherine Deneuve en Mme Le Quesnoy ou encore Josiane Balasko dans le rôle de Mme Groseille. Il souhaite en effet choisir exclusivement des comédiens de théâtre.
Si Hélène Vincent est vite engagée pour le rôle de Marielle Le Quesnoy, le casting pour celui de Jean Le Quesnoy est plus long. Après bon nombre de candidats, André Wilms se présente à son tour. Ayant une personnalité très différente du personnage, l'acteur se rase la barbe, se coupe les cheveux puis enfile un costume très distingué pour se préparer à son rôle. Chatiliez est immédiatement conquis par la prestation de Wilms.
Le réalisateur engage également Catherine Jacob après l'avoir déjà dirigée dans une publicité pour le camembert Le Rustique. Il confie le rôle du gynécologue Mavial à Daniel Gélin.

### Tournage
Le tournage a lieu pendant l'été 1987 dans diverses localités du Nord : Roubaix, Tourcoing, Lille (en face du conservatoire et au cimetière de l'Est pour la scène de l'enterrement de l'épouse de Daniel Gélin) et Villeneuve-d'Ascq (la baignade se fait dans la Deûle), et du Pas-de-Calais : Hénin-Beaumont, où est tournée la scène dans le collège Jean-Macé, ou encore à Noyelles-sous-Lens, en haut du terril 94.
Des changements de dernière minute s'effectuent, entre autres Patrick Bouchitey qui donne à son personnage du père Aubergé une facette différente par rapport au script.
Lors de la scène de la réaction de Mavial à la suite de la révélation contenue dans la lettre de Josette, Daniel Gélin devait à l'origine ne prononcer qu'une seule fois la grossière réplique (« La salope ! ») mais Étienne Chatiliez jugeait que ce n'était pas suffisamment comique. Il a donc demandé au comédien de la réciter de manière répétitive.

### Bande originale
Sauf indication contraire, les informations mentionnées dans cette section peuvent être confirmées par la base de données cinématographiques IMDb,  présente dans la section « Liens externes ».
- C'est comme ça (chanson des Rita Mitsouko de 1986).
- Jésus reviens par Patrick Bouchitey (sur la scène de la fête ; fin du générique de fin).
- Paris en colère par Mireille Mathieu de 1966 (Josette réjouie assise face à la mer en compagnie du docteur Mavial en état végétatif, début du générique de fin).

## Accueil

### Accueil critique
En France, le site Allociné propose une note moyenne de 4,4⁄5 à partir de l'interprétation de critiques provenant de 5 titres de presse. Celui de Sens Critique le note 6,7/10.

## Distinctions
- Nomination au César du meilleur film
- César du meilleur scénario original ou adaptation écrit par Étienne Chatiliez et Florence Quentin
- César du meilleur premier film
- Nomination au César du meilleur acteur dans un second rôle pour Patrick Bouchitey
- César de la meilleure actrice dans un second rôle pour Hélène Vincent
- César du meilleur espoir féminin pour Catherine Jacob

## Autour du film
- De tous les enfants du film, seuls Benoît Magimel et Tara Römer ont poursuivi une carrière de comédien. Magimel est devenu un des acteurs fétiches du réalisateur Florent-Emilio Siri et s'est imposé notamment avec Les Rivières pourpres 2 : les Anges de l'Apocalypse et Les Chevaliers du ciel. Quant à Römer, il est apparu, entre autres, dans Raï et Taxi avant de mourir dans un accident de la route le 24 novembre 1999 à l'âge de 25 ans.
- Étienne Chatiliez a eu l'idée de choisir la chanson Paris en colère dans le but d'exprimer d'une certaine façon qu'un homme doit être averti de ce qu'il peut risquer en allant vers une femme.
- Le film pose la question de l'inné et de l'acquis.
- En 1995, la sitcom de France 2, Les Gromelot et les Dupinson est vaguement inspirée du film[10],[11].
- Le dessin animé japonais Nathalie et ses amis (1971) présente un scénario très similaire[12].